# Хагфорш (община)
Община Хагфорш (на шведски: Hagfors kommun) е разположена в лен Вермланд, западна централна Швеция с обща площ 2012 km2 и население 12 071 души (към 31 декември 2013). Административен център на община Хагфорш е едноименния град Хагфорш.